# Odontadenia lutea
Odontadenia lutea là một loài thực vật có hoa trong họ La bố ma. Loài này được (Vell.) Markgr. mô tả khoa học đầu tiên năm 1924.

## Hình ảnh

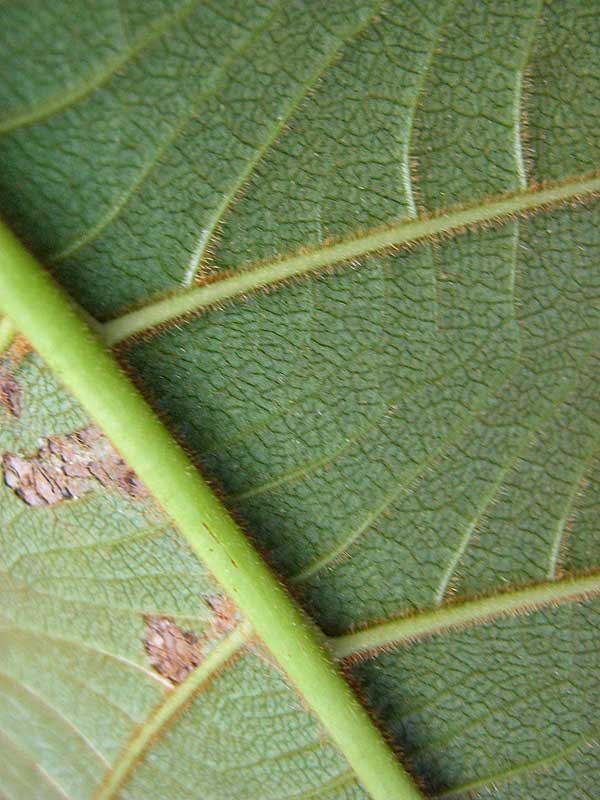
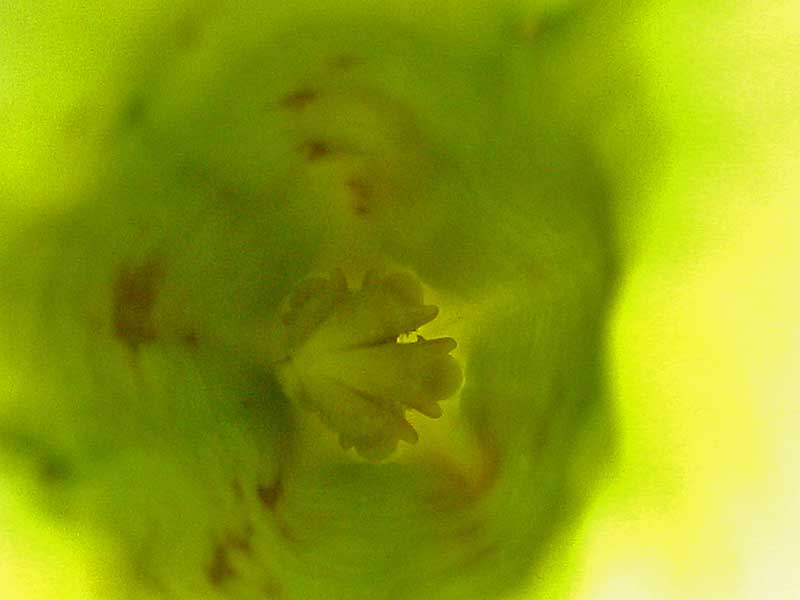
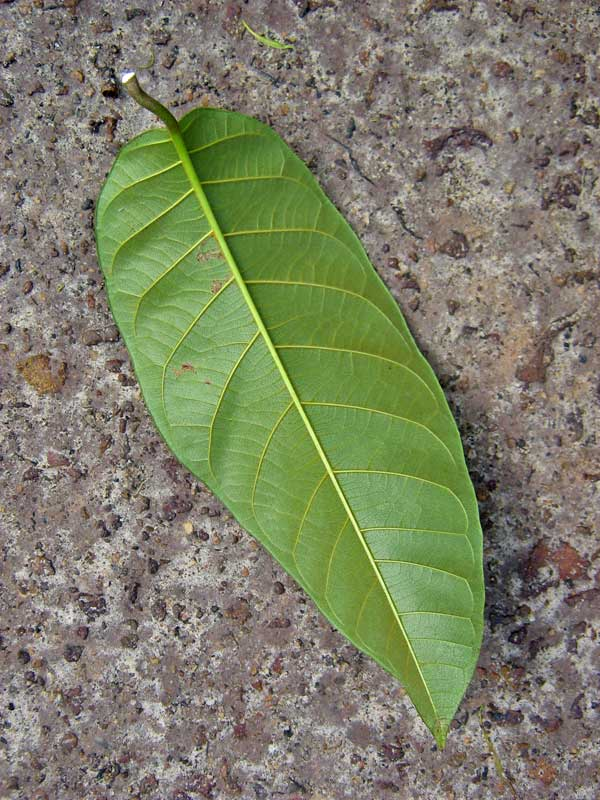
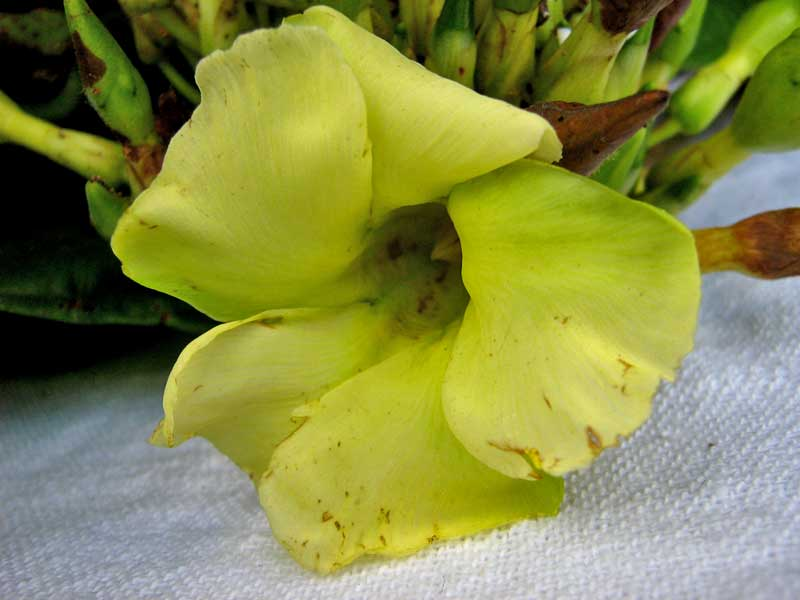